# Cursus fatal
Pour plus de détails, voir Fiche technique et Distribution.
Cursus Fatal ou "Complots sur le campus" au Québec, est un film américain réalisé par Dan Rosen sorti en 1998.

## Fiche technique
- Décors : Robert W. Harbour
- Costumes : Shanna Gold
- Photographie : Joey Forsyte
- Montage : Glenn Garland
- Musique : Shark
- Producteurs : Michael Amato, Jeremy Lew et Ted Schipper
  - Producteurs exécutifs : Alain Siritzky, Pierre Kalfon, Michel Chambat, Ian Jessel
- Format : 1,85:1 -  Dolby Digital - 35 mm
- Langue : anglais

## Synopsis
Chris et son ami sont des étudiants brillants qui rêvent de finir leurs études à Harvard. Malheureusement, leurs dernières notes mettent en péril ce rêve.
Ils mettent alors un plan en action pour avoir une bonne note de fin d'année, fondé sur le deuil d'un de leurs amis de chambre.
Ils tuent leur ami et font passer cela pour un suicide. Tout semble être parfait pourtant Chris commence à avoir des remords et ne sait pas s'il saura tenir encore longtemps la pression.

## Distribution
- Matthew Lillard : Tim
- Michael Vartan : Chris
- Keri Russell (VF : Virginie Ledieu) : Emma
- Randall Batinkoff : Rand
- Tamara Craig Thomas : Natalie
- Anthony Griffith (en) (VF : Thierry Desroses) : Détective Shipper
- Bo Dietl (VF : Richard Leblond) : Détective Amato
- Kevin Ruf : Ernie
- Henry Strozier : Chancelier Alexander
- Ben Livingston : Jimmy
- Kris McGaha : Renee
- Christy Stratton : Bee Girl
- Bernard Rosen : Mr Ashley
- Dana Delany (VF : Déborah Perret) : Docteur Ashley
- Amy Raymond : Jezebel

 Source et légende : version française (VF) sur RS Doublage

## Autour de film
- Le tournage s'est déroulé à l'Université Johns-Hopkins à Baltimore (Maryland).

## Titres
- Australie: Dead Man's Curve
- Espagne: Dead Man's Curve
- France: Cursus fatal
- Finlande: Kuoleman arvosanat
- Allemagne: Mörderische Freunde
- Italie: Omicidi di classe
- États-Unis: The Curve

## Sortie

### 1998
- États-Unis: 24 janvier
- France: 12 août
- Allemagne: 17 septembre
- Danemark: 30 octobre
- Royaume-Uni: 20 novembre
- Belgique: 25 novembre

### 1999
- Islande: 25 mars
- Japon: 24 avril
- Espagne: 7 mai
- Australie: 27 mai
- États-Unis: 14 juillet (TV)
- Hongrie: 22 juillet
- Singapour: 22 juillet
- Hong Kong: 7 octobre
- Pays-Bas: 29 octobre

### 2000
- Italie: 25 août

### 2002
- Turquie: 25 janvier